# Державна митна служба України (1996-2012)
Держа́вна ми́тна слу́жба Украї́ни (Держмитслужба) — центральний орган митниці в Україні, що існував з 1996 по 2012 рік. Створена 29 листопада 1996 року на базі Державного митного комітету України. Реорганізована 24 грудня 2012 року у Міністерство доходів і зборів України.
Був спеціально уповноваженим центральним органом виконавчої  влади України в галузі митної справи.

## Історія
У спадок від Радянського Союзу Україна отримала 25 митниць, 49 митних постів з чисельністю особового складу в 1991 році 2 тисяч осіб. Функціонувало 29 автомобільних пунктів пропуску, 14 залізничних, 4 авіаційних та 17 морських і річкових пунктів пропуску. Вони були зосереджені переважно на заході та півдні країни.
Закони України «Про митну справу в Україні» (прийнятий 25 червня 1991) «Про Єдиний митний тариф» і Митний кодекс (введені в дію протягом 1991–1992 років) стали законодавчою основою організації митної справи в державі, освіти митної системи України.

### Спроба відновити роботу 2014 року
Відповідно до постанови Кабінету Міністрів України від 1 березня 2014 року № 67 діяльність Держмитслужби відновлена шляхом зупинення процедури ліквідації.
Проте, 21 травня 2014 на базі Міндоходів була утворена Державна фіскальна служба.

## Основні завдання

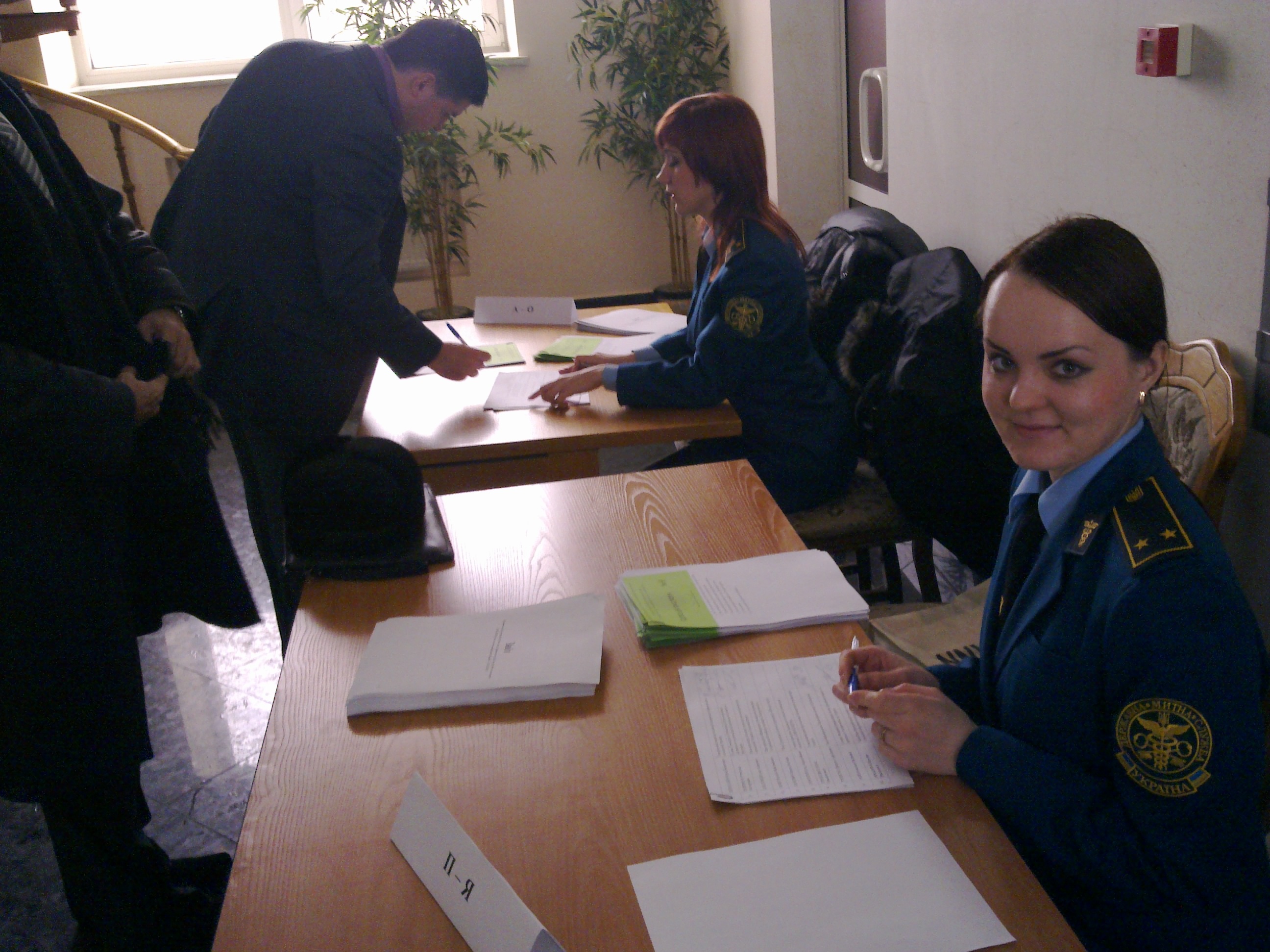
Реєстрація учасників Громадської колегії при Держмитслужбі України

Серед основних завдань Держмитслужби:
- захист економічних інтересів України, розвиток зовнішньоекономічних зв'язків;
- контроль за додержанням вимог митного законодавства України;
- використання засобів митного регулювання торговельно-економічних відносин, сприяння участі України у міжнародному співробітництві;
- удосконалення митного контролю, митного оформлення і оподаткування товарів та інших предметів, що переміщуються через митний кордон України;
- захист інтересів споживачів товарів і додержання учасниками зовнішньоекономічних зв'язків державних інтересів на зовнішньому ринку;
- сприяння прискорення товарообігу та збільшення пасажиропотоку через митний кордон України;
- боротьба з контрабандою, запобігання порушенню митних правил.

## Голови
- Каленський Микола Миколайович
- 4 березня 2005 — Президент України Віктор Ющенко призначив голову Державної митної служби Володимира Скомаровського[5].
- 8 вересня 2005 — Президент України Віктор Ющенко звільнив із займаної посади голову Державної митної служби Володимира Скомаровського.
- 23 вересня 2005 — 24 грудня 2007 — Єгоров Олександр Борисович. 23 вересня 2005 Указом Президента України Віктора Ющенка призначений на посаду голови Державної митної служби України. Був на посаді при двох прем'єр-міністрах Юрія Єханурова та Віктора Януковича[6]. 20 грудня 2007 року, через два дні після приходу на пост прем'єра Юлії Тимошенко та обрання нового уряду, Олександр Єгоров пішов у відставку. Раніше представники БЮТ неодноразово вимагали звільнення Єгорова, звинувачуючи Держмитслужбу в тому, що вона загрузла в корупції.[7]
- 24 грудня 2007 — 28 січня 2009 — Хорошковський Валерій Іванович.
- 28 січня 2009 — 22 березня 2010 — Макаренко Анатолій Вікторович
- 22 березня 2010 — 22 листопада 2012 — Калєтнік Ігор Григорович
- 22 листопада 2012 — Клименко Олександр Вікторович

## Структура

### Центральний апарат

#### Реорганізація 2002 року
11 березня 2002 видано наказ Держмитслужби про реорганізацію центрального апарату.
Створюються:
- Апарат Голови Служби
- Секретаріат
- Управління власної безпеки
- Управління організаційно-контрольної роботи
- Управління технологій митного контролю
- Управління митних режимів
- Управління податків та зборів
- Управління тарифного регулювання
- Управління контролю митної вартості та номенклатури
- Управління митної статистики
- Управління аналізу та прогнозування
- Управління по роботі з особовим складом
- Управління фінансів та бухгалтерського обліку
- Управління правової роботи
- Управління  організації  боротьби   з   контрабандою   та
- ями митних правил
- Управління митної варти
- Управління міжнародного митного співробітництва
- Управління матеріально-технічного забезпечення
- Режимно-секретний відділ
- Прес-служба (на правах відділу)

Ліквідовуються:
- Управління нетарифного регулювання
- Митно-тарифне управління
- Управління номенклатури та верифікації
- Управління захисту прав інтелектуальної власності
- Управління    аналізу,   прогнозування   та   зв'язків   з  громадськістю
- Управління справами
- Фінансово-економічне управління
- Управління бухгалтерського обліку та звітності
- Відділ забезпечення діяльності Голови Служби
- Сектор режимно-секретної та мобілізаційної роботи

Реорганізовуються:
- Управління власної безпеки та контролю
- Управління організації митного контролю
- Управління митних платежів
- Управління статистики
- Управління кадрами
- Правове управління
- Управління  по  організації  боротьби  з  контрабандою  та порушеннями митних правил
- Управління міждержавних зв'язків

#### Департаменти, управління та відділи[9]
- Управління забезпечення діяльності Голови Служби
- Організаційно-розпорядчий департамент
- Департамент організації митного контролю та оформлення
- Департамент митних платежів
- Департамент класифікації товарів та заходів регулювання ЗЕД
- Департамент кадрової роботи
- Управління правового забезпечення
- Управління фінансів, бухгалтерського обліку та звітності
- Контрольно-ревізійний відділ
- Департамент розвитку митної інфраструктури та міжнародного співробітництва
- Департамент митних інформаційних технологій та статистики
- Департамент боротьби з контрабандою, аналізу ризиків та протидії корупції
- Центральне митне управління лабораторних досліджень та експертних робіт

### Дочірні юридичні особи
Для виконання окремих завдань, а також сукупності декількох завдань, покладених на митну службу України, в ній створюються відповідні спеціалізовані митні органи. Вони є юридичними особами. Створення, реорганізація та ліквідація спеціалізованих митних органів здійснюються Держмитслужбою.
Базовим митним органом є регіональна чи спеціалізована митниця, до складу якої входять митні пости. 
Відповідно до наказу Державної митної служби України від 10.08.2012 р. № 397 визначено спеціалізованими митними органами:
- Департамент розвитку митної інфраструктури та міжнародного співробітництва,
- Департамент боротьби з контрабандою, аналізу ризиків та протидії корупції,
- Департамент митних інформаційних технологій та статистики,
- Центральне митне Управління лабораторних досліджень та експертної роботи,
- Центр підвищення кваліфікації, перепідготовки працівників та кінології Держмитслужби.

Митницями визначено:
- Київська регіональна митниця – є митницею.

Митними організаціями є:
- Автотранспортне митне господарство – є митною організацією.

Також є юридичні особи у сфері управління:
- Державний науково-дослідний інститут митної справи

## Атрибутика

### Символіка
У 2003 році Указом Президента України засновано емблему, прапор Державної митної служби та штандарт її голови. 
Символіка проіснувала до 24 грудня 2012.

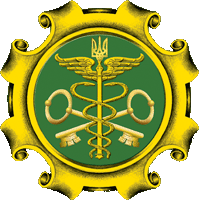
Емблема Державної митної служби України
Прапор Державної митної служби України
Штандарт Голови Державної митної служби України

| | Емблемою Державної митної служби України є зображення золотого кольору крилатого жезла Меркурія — кадуцея, увінчаного Знаком Княжої Держави Володимира Великого, накладеного на два перехрещених ключі. Емблему вміщено у крузі зеленого кольору, прикрашеному золотим картушем з вісьмома волютами на горизонтальних осях. Висота картуша дорівнює ¾ діаметра зеленого круга. Прапор Державної митної служби України являє собою прямокутне полотнище зеленого кольору зі співвідношенням сторін 2:3. У верхньому лівому куті полотнища (крижі) зображено Державний Прапор України, а в центрі вільної половини — емблему Державної митної служби України. Зображення Державного Прапора України займає четверту частину полотнища, а висота емблеми Державної митної служби України дорівнює {\displaystyle {\begin{matrix}{\frac {5}{12}}\end{matrix}}} висоти полотнища. Обидві сторони полотнища ідентичні. Штандарт Голови Державної митної служби України являє собою зелене квадратне полотнище розміром 90×90 см із зображенням у центрі емблеми Державної митної служби України. Полотнище по периметру облямовано золотою лиштвою у вигляді орнаменту з дубового і лаврового листя. Сторони штандарта, крім верхнього краю полотнища, прикрашено золотою бахромою. Поле зворотної сторони штандарта без зображень. Древко штандарта дерев'яне чорного кольору. Верхівка древка стрілоподібна з жовтого металу, в центрі якої вміщено зображення малого Державного Герба України. Верхній край полотнища за допомогою шнура прикріплюється до основи верхівки древка. |
| — Указ Президента України «Про символіку Державної митної служби України», від 27.06.2003 № 554/2003 | |

### Посвідчення
Працівникам митної служби України видаються службові посвідчення.

### Форма
Працівники митної служби України мають формений одяг з відповідними знаками розрізнення, який видається безоплатно. Допускається пошив форменого одягу працівниками митної служби України за власні кошти з відшкодуванням витрат на такий пошив.

### Спеціальні звання та знаки розрізнення співробітників митної служби
Для співробітників державної митної служби Постановою Верховної Ради України від 5 лютого 1992 р. № 2099-XII «Про персональні звання державної митної служби України» встановлювались персональні звання та відповідні знаки розрізнення. 
Митним кодексом України від 11 липня 2002 р. № 92-IV було встановлено спеціальні звання посадових осіб митної служби. Попередні звання зберігалися, а також додавалися нові.
Знаки розрізнення співробітників Державної митної служби згідно Митному кодексу України від 13 березня 2012 р. № 4495-VI :  
|                                        |                                        |                                        |                                        |                              |                              |                              |                                 |                                 |                                 |                                 |                         |                                  |                 |         |
| Дійсний державний радник митної служби | Державний радник митної служби 1 рангу | Державний радник митної служби 2 рангу | Державний радник митної служби 3 рангу | Радник митної служби 1 рангу | Радник митної служби 2 рангу | Радник митної служби 3 рангу | Інспектор митної служби 1 рангу | Інспектор митної служби 2 рангу | Інспектор митної служби 3 рангу | Інспектор митної служби 4 рангу | Інспектор митної служби | Молодший інспектор митної служби | Старший курсант | Курсант |

### Нагородна система
Для заохочення працівників митної служби України за значні досягнення у службовій діяльності, активність та ініціативність, виявлені під час виконання ними своїй службових (трудових) обов'язків, установлюються заохочувальні відзнаки митної служби України у вигляді медалі, нагрудного знака, значка, грамоти.